# Conura adela
Conura adela är en stekelart som först beskrevs av Burks 1939.  Conura adela ingår i släktet Conura och familjen bredlårsteklar. Inga underarter finns listade i Catalogue of Life.